# Sulbiny (gromada)
Sulbiny (do 28 II 1956 Mierzączka) – dawna gromada, czyli najmniejsza jednostka podziału terytorialnego Polskiej Rzeczypospolitej Ludowej w latach 1954–1972.
Gromady, z gromadzkimi radami narodowymi (GRN) jako organami władzy najniższego stopnia na wsi, funkcjonowały od reformy reorganizującej administrację wiejską przeprowadzonej jesienią 1954 do momentu ich zniesienia z dniem 1 stycznia 1973, tym samym wypierając organizację gminną w latach 1954–1972.
Gromadę Sulbiny z siedzibą GRN w Sulbinach utworzono 29 lutego 1956 w powiecie garwolińskim w woj. warszawskim w związku z przeniesieniem siedziby gromady Mierzączka z Mierzączki do Sulbin i zmianą nazwy jednostki na gromada Sulbiny.
Gromadę zniesiono 1 stycznia 1958, a jej obszar włączono do gromad: Ruda Talubska (wsie Sulbiny Dolne i Sulbiny Górne oraz kolonie Sulbiny Dolne A, Sulbiny Górne C i Sulbiny Górne nr 11, 12, 13 i 51) i Górzno (wieś Mierzączka oraz kolonie Feliksów, Słowiny, Sulbiny Górne Parcele i Sulbiny Górne Łagowskich) oraz do miasta Garwolina (część terenów wsi Sulbiny Górne) w tymże powiecie.